# Piper acutibracteum
Piper acutibracteum är en pepparväxtart som beskrevs av C. Dc.. Piper acutibracteum ingår i släktet Piper och familjen pepparväxter. Inga underarter finns listade i Catalogue of Life.